# Novi Fosili
Novi Fosili ist eine jugoslawische bzw. kroatische Musikgruppe.

## Geschichte
Die Gruppe wurde 1969 gegründet und hatte ihre ersten Erfolge 1976, nachdem sie zum Festival in Split eingeladen wurde. Das dort vorgestellte Lied Diridonda, wurde ein Hit im ehemaligen Jugoslawien. Rajko Dujmić, der 1976 hinzugekommene Komponist, erwies sich als Glücksfall für die Gruppe, die auf vielen nationalen Festivals Erfolge feierte.
Novi Fosili wurde eine der populärsten Gruppen der Region und bekamen viele Preise. Sie wurden einige Jahre lang als Gruppe des Jahres ausgezeichnet. Sie brachte in dieser Periode 15 Singles und 6 LPs heraus, von denen einige zum Hit wurden.
Es folgte eine Vielzahl von Tourneen national, sowie in der ehemaligen UdSSR, den USA, Kanada und einigen europäischen Ländern.
1983 wurde die Sängerin der Gruppe, Đurđica Barlović, von der jüngeren Sängerin Sanja Doležal ersetzt. Auch mit der neuen Besetzung wurden viele Hits produziert. 1986 feierten sie einen Erfolg beim Festival in Dresden, wo sie den 3. Platz der Jury bekamen.
Im Jahre 1987 vertrat die Gruppe Jugoslawien beim Eurovision Song Contest mit dem Lied Ja sam za ples und erreichte den 4. Platz. Die Single wurde in 9 europäischen Ländern herausgebracht.
Im Oktober 2001 gab die Gruppe ihre Auflösung bekannt, um sich 2005 wieder zusammenzutun. In der neuen-alten Zusammensetzung findet man sowohl Sanja Doležal als auch Vladimir Kočiš-Zec wieder. In dieser Zusammensetzung produzieren sie das Album Za dobra stara vremena („Auf die guten alten Zeiten“). Das gleichnamige Lied ist eines ihrer größten Hits in Kroatien.

## Diskografie

### Alben
- 1974: Novi Fosili
- 1978: Da te ne volim
- 1980: Nedovršene priče
- 1981: Budi uvijek blizu
- 1982: Za djecu i odrasle
- 1983: Poslije svega
- 1985: Tvoje i moje godine
- 1986: Za dobra stara vremena
- 1987: Dijete sreće
- 1988: Nebeske kočije
- 1989: Obriši suze, generacijo
- 1991: Djeca ljubavi
- 1995: Druge godine
- 1996: Bijele suze padaju na grad
- 1998: Pričaj mi o ljubavi
- 1999: Jesen

### Kompilationen
- 1981: Hitovi sa singl ploča
- 1983: Volim te od 9 do 2 i drugi veliki hitovi
- 1987: Poziv na ples
- 1998: Ljubav koja nema kraj
- 2005: Za dobra stara vremena

### Singles (Auswahl)
- 1978: Da te ne volim
- 1980: Šuti moj dječače plavi
- 1981: Plava Košulja
- 1981: Saša
- 1983: Milena
- 1985: Još Te Volim
- 1986: Za dobra stara vremena
- 1987: Dobre Djevojke
- 1987: Ja sam za ples